# McKenzie Wark
McKenzie Wark (Newcastle, 1961) é uma escritora e acadêmica nascida na Austrália. Wark é conhecida por seus escritos sobre teoria da mídia, teoria crítica, novas mídias e a Internacional Situacionista. Seus trabalhos mais conhecidos são A Hacker Manifesto e Gamer Theory. Ela é professora de Estudos de Mídia e Culturais na The New School.

## Primeiros anos e vida pessoal
Wark nasceu em Newcastle, na Austrália, em 1961. Após a morte de sua mãe em 1967, seu pai, o arquiteto Ross Kenneth Wark, criou ela e seus dois irmãos mais velhos. McKenzie obteve o título de bacharel pela Universidade Macquarie em 1985, o título de mestrado pela Universidade de Tecnologia de Sydney em 1990 e o título de doutorado em comunicações pela Universidade Murdoch em 1998.
Em 1995, Wark teve um caso com a romancista Kathy Acker. A correspondência por e-mail foi publicada no livro I'm very into you (2007). Em 1997, Wark conheceu a artista Cristen Clifford em Williamsburg, Nova Iorque. Eles se casaram em 2000 e têm dois filhos juntos.
Wark é uma mulher trans. Em 2017, Wark iniciou sua transição de gênero e começou a tomar hormônios em 2018. Prevendo que a terapia hormonal poderia afetar sua capacidade de escrever, ela se licenciou da New School e concluiu os livros Reverse Cowgirl, Philosophy for Spiders, Capital is Dead e Sensoria. Entre 2018 e 2022, Wark escreveu principalmente artigos e encomendou peças e se envolveu com cenas rave queer e trans no Brooklyn. Em 2023, ela publicou seu primeiro livro desde sua licença, Raving, um relato em primeira pessoa sobre raving.

## Carreira acadêmica
Em Virtual Geography, publicado em 1994, Wark oferece uma teoria do que ela chama de "estranho evento de mídia global". Exemplos dados no livro incluem a quebra da bolsa de valores em 1987, as manifestações na Praça da Paz Celestial em 1989 e a queda do Muro de Berlim em 1989. Ela argumenta que o surgimento de um espaço de mídia global – uma geografia virtual – feito de linhas de comunicação cada vez mais difundidas – vetores – estava emergindo como um espaço mais caótico do que a teoria da globalização geralmente sustenta.
Grande parte do envolvimento inicial de Wark no debate público ocorreu no periódico trimestral pós-marxista australiano Arena, por meio de uma série de artigos e trocas sobre o caráter da abstração real, o caráter metaideológico do pós-estruturalismo e as consequências dessas questões para a teoria social emancipatória.
Em dois livros subsequentes, The Virtual Republic, publicado em 1997, e Celebrities, Culture and Cyberspace (1999), Wark voltou sua atenção para o espaço cultural nacional da Austrália. O primeiro desses trabalhos examina as chamadas "guerras culturais" da década de 1990 como sintomas das lutas pela redefinição da identidade e cultura nacional australiana em uma era de mídia global. O segundo desses livros "australianos" analisou a transformação de uma ideia social-democrata do "popular" como uma ideia política em uma cultura popular mais baseada no mercado e orientada pela mídia.
Ambos os estudos surgiram da experiência de Wark como intelectual pública que participou de controvérsias públicas, principalmente por meio de sua coluna no The Australian, um importante jornal nacional. Ela desenvolveu uma abordagem baseada na observação participante, mas adaptada à esfera da mídia.
Wark descreve o processo cultural pelo qual "o choque de novas experiências se torna naturalizado em hábito" ou segunda natureza e descreve a sociedade da informação não como algo novo, mas como algo que muda por meio da cultura o equilíbrio entre a vinculação espacial e a vinculação temporal da mídia.
Ela descreve ainda o conceito de "terceira natureza" ou telestesia, onde dispositivos como a televisão e o telefone criam uma plataforma que usamos para nos comunicar com pessoas a grandes distâncias e não apenas uma máquina que aprendemos a operar individualmente. Isso é descrito em seu livro The Virtual Republic:
Embora possa parecer natural para alguns habitar esse mundo criado pela mídia, suspeito que haja uma mudança fundamental aqui que está deixando muitas pessoas um pouco assustadas. Não é mais uma questão de fazer da natureza uma segunda natureza, de construir coisas e se acostumar a viver no mundo que as pessoas constroem. Acho que pode ser interessante considerar a telestesia como algo fundamentalmente diferente. O que é tecido pelo telégrafo, telefone, televisão e telecomunicações não é uma segunda natureza, mas o que chamo de terceira natureza.
Wark emigrou para os Estados Unidos em 2000. Com o poeta australiano John Kinsella, o romancista australiano Bernard Cohen e a memorialista australiana Terri-Ann White, Wark coescreveu Speed Factory, uma obra experimental sobre distância e expatriação. Os coautores desenvolveram para isso a técnica de escrita speed factory, na qual um autor escreve 300 palavras e as envia por e-mail para o próximo autor, que tem 24 horas para escrever as próximas 300 palavras.
Dispositions, outro trabalho experimental, também foi passível de estudos por Wark. Ela viajou pelo mundo com um dispositivo GPS e registrou observações em horários e coordenadas específicas. O teórico da mídia Ned Rossiter chamou essa abordagem de "microempirismo" e a vê como derivada do trabalho do filósofo Gilles Deleuze.
Em 2004, Wark publicou sua obra mais conhecida, A Hacker Manifesto. Aqui, Wark argumenta que o surgimento da propriedade intelectual cria uma nova divisão de classes, entre aqueles que a produzem, a quem ela chama de classe hacker, e aqueles que passam a possuí-la, a classe vetorialista. Wark argumenta que esses vectoralistas impuseram o conceito de propriedade a todos os campos físicos (tendo assim escassez), mas agora os novos vectoralistas reivindicam a propriedade intelectual, um campo que não é limitado pela escassez. Por meio do conceito de propriedade intelectual, esses vetorialistas tentam instituir uma escassez imposta em um campo imaterial. Wark argumenta que a classe vetorial não pode controlar o mundo intelectual (propriedade) em si, mas apenas na sua forma mercantilizada — não na sua aplicação ou uso geral.
Gamer Theory combina o interesse de Wark em técnicas de escrita experimental em mídia em rede com sua própria teoria de mídia em desenvolvimento. Gamer Theory foi publicado pela primeira vez pelo Institute for the Future of the Book como um livro em rede com sua própria interface especialmente projetada. Em Game Theory, Wark argumenta que, em um mundo cada vez mais competitivo e parecido com jogos, os jogos de computador são uma versão utópica do mundo (ele próprio um jogo imperfeito), porque eles realmente concretizam os princípios de igualdade de condições e recompensas com base no mérito que é prometido em outros lugares, mas não entregue de fato.
O trabalho recente de Wark explora a arte, a escrita e a política da Internacional Situacionista (IS). Em seu livro 50 Years of Recuperation of the Situacionista International (resultado de uma palestra dada na Universidade de Columbia), Wark examina as influências da estética situacionista na arte contemporânea e nos movimentos ativistas, desde a mídia tática até o movimento antiglobalismo. Wark dedica especial atenção a figuras e obras frequentemente negligenciadas na IS, incluindo os projetos arquitetônicos utópicos de Constant, a pintura de Giuseppe Pinot, os Tempos Situacionistas de Jacqueline de Jong e os romances de Michèle Bernstein.
Em 2013, Wark, juntamente com Alexander Galloway e Eugene Thacker, publicou o livro Excommunication: Three Inquiries in Media and Mediation. Na abertura do livro, os autores perguntam: "Tudo o que existe, existe para ser apresentado e representado, para ser mediado e remediado, para ser comunicado e traduzido? Existem situações mediativas em que a heresia, o exílio ou o banimento vencem, não a repetição, a comunhão ou a integração. Existem certos tipos de mensagens que afirmam 'não haverá mais mensagens'. Portanto, para cada comunicação há uma excomunhão correlata." Esta abordagem foi referida como a "Escola de Teoria da Mídia de Nova Iorque."
Na The New School, o professor Wark ministra seminários sobre a Internacional Situacionista, a palestra Visão Militarizada e Introdução aos Estudos Culturais. Wark era residente de Eyebeam em 2007.
Reverse Cowgirl é um relato autoficcional das várias experiências de gênero e sexualidade de Wark, conforme ela as entendia no auge de sua transição. Seu relato autoficcional sobre seu relacionamento com Kathy Acker, originalmente planejado para fazer parte de Reverse Cowgirl, tornou-se o início de Philosophy for Spiders: on the low theory of Kathy Acker. A correspondência de Wark com Acker foi publicada em 2015 como I'm Very into You, que ela descreveu no posfácio da edição alemã como uma obra de "autoficção acidental".
Molecular Red (2016), de acordo com seu subtítulo, é uma "teoria para o Antropoceno". A primeira metade do livro baseia-se no marxismo relativamente negligenciado de Alexander Bogdanov e lê a obra de Andrei Platonov como teoria marxista. A partir destes, Wark extrai uma teoria e uma prática do marxismo como o conhecimento aplicado do trabalho colaborativo. A segunda metade do livro aplica essa lente bogdanovista ao trabalho de Donna Haraway, Karen Barad e Kim Stanley Robinson.
General Intellects (2017) e Sensoria (2020) reúnem o ensaio de Wark sobre outros teóricos que, juntos, Wark pensa que podem permitir um conhecimento colaborativo do momento presente, de modo que ele possa ser transformado.
Em 2019, o livro de McKenzie Wark , Capital Is Dead: Is This Something Worse? foi publicado pela Verso. Com base em seu livro anterior, A Hacker Manifesto, Wark diferencia uma classe vetorialista de capitalistas e proprietários de terras como uma nova classe dominante que obtém poder por meio da propriedade e do controle da informação.
No epistolário Love and Money, Sex and Death, Wark escreve para sua falecida mãe, sua irmã e vários amantes. Este livro, junto com I'm Very into You e parte de Raving, foi escrito intencionalmente na segunda pessoa, o que Wark considera ser uma forma de capacitar a literatura trans. Ela escreve que: "Abordar o texto na segunda pessoa para e a partir de pessoas específicas, reais ou imaginárias, afasta-nos do narrador omnisciente e permite-nos explorar como experiências e emoções particulares ficam fora das normas literárias e sociais."

## Recepção
No nível teórico, a escrita de Wark pode ser vista no contexto de três correntes: os estudos culturais Britânicos, a teoria crítica alemã e o pós-estruturalismo Francês. Seus trabalhos anteriores combinavam influências britânicas e francesas para estender os estudos culturais australianos e abranger questões de globalização e novas tecnologias de mídia. Seus trabalhos posteriores se baseiam mais na teoria crítica e em um marxismo muito revisado. Por meio de sua experimentação com novas formas de mídia, começando com listas de servidores como nettime.org e, mais tarde, com interfaces da web como a desenvolvida para a Gamer Theory, seus trabalhos se cruzam com outros teóricos de novas mídias, como Geert Lovink e Mark Amerika.
Love and Money, Sex and Death foi indicado para o Prêmio Literário Lambda de 2024 para não ficção transgênero.

## Obras publicadas
- Virtual Geography: Living With Global Media Events (em inglês). Indiana University Press, 1994.[26]
- The Virtual Republic: Australia's Culture wars of the 1990s (em inglês). Allen & Unwin, 1997.[27]
- Ray Edgar and Ashley Crawford (eds) Transit Lounge (em inglês). Fine Art Publishing, 1998 – inclui vários dos ensaios de Wark's 21C).
- Celebrities, Culture and Cyberspace (em inglês). Pluto Press Australia, 1999.[28]
- Josephine Bosma et al. (eds), Readme! (em inglês). Autonomedia, 1999.
- Dispositions (em inglês). Salt Publishing, 2002.[29]
- Speed Factory (em inglês), com Bernard Cohen, John Kinsella e Terri-Ann White. Fremantle Arts Centre Press, 2002.[30]
- A Hacker Manifesto (em inglês). Harvard University Press, 2004; tradução do espanhol: Un Manifiesto Hacker, Alpha Decay, Barcelona, 2006.[31]
- GAM3R 7H30RY (em inglês). Institute for the Future of the Book, 2006.
- Gamer Theory (em inglês). Harvard University Press, 2007[32]
- 50 Years of Recuperation of the Situationist International (em inglês). Princeton Architectural Press, 2008.[33]
- The Beach Beneath the Street: The Everyday Life and Glorious Times of the Situationist International (em inglês). Verso, 2011.[34]
- Telesthesia: Communication, Culture and Class (em inglês). Polity, 2012.[35]
- Excommunication: Three Inquiries in Media and Mediation (em inglês). Com Alexander R. Galloway and Eugene Thacker. University of Chicago Press, 2013.[36]
- The Spectacle of Disintegration (em inglês). Verso, 2013.[37]
- Molecular Red: Theory for the Anthropocene (em inglês). Verso, 2015.[38]
- I'm Very Into You: Correspondence 1995-1996 (em inglês). Com Kathy Acker. Semiotexte, 2015.[39]
- General Intellects: Twenty-One Thinkers for the Twenty-First Century (em inglês). Verso, 2017.[40]
- Capital Is Dead: Is This Something Worse? (em inglês). Verso, 2019.[41]
- Reverse Cowgirl (em inglês). Semiotext(e), 2020.[42]
- Sensoria: Thinkers for the Twenty-first Century (em inglês). Verso, 2020.[43]
- Philosophy for Spiders: On the Low Theory of Kathy Acker (em inglês). Duke University Press, 2021.[44]
- Raving (em inglês). Duke University Press, 2023.[45]
- Love and Money, Sex and Death (em inglês). Verso Books, 2023.[46]